# Dann Thomas
Pour les articles homonymes, voir Thomas.
Dann Thomas (né Danette Maxx Couto le 30 janvier 1952) est une écrivain américaine de bandes dessinées. Mariée avec l'écrivain et éditeur de bandes dessinées, Roy Thomas, elle a collaboré avec son mari sur All-Star Squadron, Arak, Son of Thunder, la minisérie Crimson Avenger et Avengers West Coast. Après avoir épousé Roy Thomas en mai 1981, elle a légalement changé son prénom, de Danette en Dann, au début des années 1980.

## Biographie
Son premier travail dans les bandes dessinées crédité à son nom apparaît dans The Sea of No Return (crédité comme « Adapté d'une histoire de Danette Couto ») dans Savage Sword of Conan n°66 (juillet 1981). Son mari la crédite pour l'idée originale de Arak, Son of Thunder, notant que « Danette Couto (bientôt Dann Thomas) a eu cette idée : Que faire si un amérindien avait découvert l'Europe ? ». Elle a commencé à co-écrire sur le titre Arak avec le numéro 12 (août 1982) et a travailler avec Roy Thomas sur la plupart de ses projets par la suite. Roy Thomas a expliqué en 2011 que « Dann et moi avons co-écrit Infinity depuis le début, en co-scénarisant, avec généralement Dann rédigeant la première version du script, puis je le réécrit. Elle n'a pas été ouvertement créditée comme co-scénariste tout de suite ; cela a pris du temps dans ce domaine ». Dann Thomas a co-écrit Wonder Woman n°300 (Février 1983) et, comme Roy Thomas a noté en 1999, « devint la première femme à être créditée aux scénarios sur la plus prestigieuse super-héroïne du monde ». Un exemple rare du travail d'écriture en solo de Dann Thomas est apparu dans la série T.H.U.N.D.E.R. Agents  de Wally Wood publiée par Deluxe Comics. Les obligations contractuelles de Roy Thomas envers DC Comics l'ont empêché de travailler sur la série, mais ce n'était pas le cas de Dann Thomas.
Le dernier travail d'écriture de Dann Thomas dans la bande dessinée est apparu dans Cadillacs and Dinosaurs n°9 (novembre 1994), publié par Topps Comics.

## Hommages
Le super-heroïne Firebrand de la All-Star Squadron obtient son nom civil, Danette Reilly, de Dann Thomas. Dann Thomas co-écrit plus tard les numéros de All-Star Squadron, à la suite de l'introduction de Firebrand. Un autre personnage, se basant sur Dann Thomas, est une femme du nom de Danette qui est apparue dans l'histoire What If Conan the Barbarian Walked the Earth Today?, publiée dans What If? n°13 (Février 1979).

### Blue Comet Press
- Crime Smasher Special Edition n°1 (1987)

### Dark Horse Comics
- Cormac Mac Art n°1–4 (1990)

### DC Comics
- Action Comics Weekly n°623–626 (histoire secondaire de Shazam) (1988)
- All-Star Squadron n°46, 51–55, 58–59, Annual n°3 (1984–1986)
- America vs. the Justice Society n°1–4 (1985)
- Arak, Son of Thunder n°12–50, Annual n°1 (1982–1985)
- Captain Carrot and His Amazing Zoo Crew! n°16 (1983)
- Crimson Avenger n°1–4 (1988)
- Infinity, Inc. n°1–53, Annual n°1–2, Special n°1 (1984–1988)
- Jonni Thunder a.k.a. Thunderbolt n°1–4 (1985)
- Last Days of the Justice Society Special n°1 (1986)
- The New Teen Titans vol. 2 n°38 (1987)
- Secret Origins n°5 (Crimson Avenger), n°26 (Miss America) (1986–1988)
- Shazam! The New Beginning n°1–4 (1987)
- Wonder Woman n°300 (1983)
- Young All-Stars n°1–31, Annual n°1 (1987–1989)

### Deluxe Comics
- Wally Wood's T.H.U.N.D.E.R. Agents n°1–2, 4 (1984–1986)

### First Comics
- Alter Ego n°1–4 (ne pas confondre avec le magazine de même nom) (1986)

### Hero Comics
- Captain Thunder and Blue Bolt n°1–10 (1987–1988)
- Captain Thunder and Blue Bolt vol. 2 n°1–2 (1992)

### Marvel Comics
- The Avengers Annual n°19–20 (1990–1991)
- Avengers Spotlight n°37–39 (1990)
- Avengers West Coast n°60–63, 65–94, 96, Annual n°5–7 (1990–1993)
- Black Knight n°1–4 (1990)
- Doctor Strange, Sorcerer Supreme n°5–24, 26–40 (1989–1992)
- Eternals: The Herod Factor n°1 (1991)
- Impossible Man Special n°1 (1990)
- Iron Man Annual n°11–12 (1990–1991)
- Marvel Super-Heroes vol. 2 n°6–7 (1991)
- Nightmask n°6–7, 10–12 (1987)
- Saga of the Sub-Mariner n°1–12 (1988–1989)
- Savage Sword of Conan n°66 (crédité au nom de "Danette Couto"), n°190–195, 207–210, 225 (1981–1994)
- Spider-Woman n°1–3 (1993–1994)
- Thor Annual n°15 (1990)

### Star*Reach
- Within Our Reach n°1 (1991)

### Topps Comics
- Cadillacs and Dinosaurs n°9 (1994)